# Florian Pilkington-Miksa
Florian Pilkington-Miksa (3. června 1950, Roehampton, Londýn – 20. května 2021) byl bubeník původní sestavy britské rockové skupiny Curved Air. Poté, co skupinu opustil hrál ve skupině zpěvačky Kiki Dee. V roce 2008 se ke Curved Air vrátil a zůstal do roku 2010.